# Platygaster cecidomyiae
Platygaster cecidomyiae är en stekelart som beskrevs av Julius Theodor Christian Ratzeburg 1852. Platygaster cecidomyiae ingår i släktet Platygaster och familjen gallmyggesteklar. Inga underarter finns listade i Catalogue of Life.